# Кисо (село)
Кисо (яп. 木祖村 Кисо-мура) — село в Японии, находящееся в уезде Кисо префектуры Нагано. Площадь села составляет 140,46 км², население — 2948 человек (1 августа 2014), плотность населения — 20,99 чел./км².

## Географическое положение
Село расположено на острове Хонсю в префектуре Нагано региона Тюбу. С ним граничат города Мацумото, Сиодзири, посёлок Кисо и село Асахи.

## Население
Население села составляет 2948 человек (1 августа 2014), а плотность — 20,99 чел./км².

## Символика
Деревом села считается конский каштан, цветком — горечавка шероховатая.